# X-Men: Cuộc chiến chống Apocalypse
X-Men: Apocalypse (tiếng Việt: Dị nhân: Khải Huyền) là bộ phim siêu anh hùng dựa trên X-Men, những nhân vật xuất hiện trong Marvel Comics. Bộ phim là phần tiếp theo của X-Men: Days of Future Past và là phần thứ 9 trong loạt phim X-Men. Bộ phim của đạo diễn Bryan Singer, quy tụ dàn diễn viên như James McAvoy, Michael Fassbender, Jennifer Lawrence, Oscar Isaac, Nicholas Hoult, Rose Byrne, Tye Sheridan,Sophie Turner, Olivia Munn và Lucas Till.
Dị nhân: Khải Huyền dự kiến phát hành vào ngày 27 tháng 5 năm 2016 tại Bắc Mỹ dưới dạng 3D và 2D.

## Nội dung
En Sabah Nur, một dị nhân hùng mạnh được tin rằng chính là người đầu tiên của giống loài của hắn và cai trị Ai Cập cổ đại, cho đến khi hắn bị phản bội bởi những người tôn sùng, họ đã chôn sống hắn vào năm 3600 TCN. Bốn người bảo vệ của hắn cũng chết khi cố bảo vệ hắn.
Tỉnh dậy vào năm 1983, En Sabah Nur cho rằng xã hội loài người đã bị lạc lối khi không có hắn. Hắn quyết định hủy diệt thế giới và xây dựng lại nó dựa theo hình ảnh của chính hắn, chiêu mộ Ororo Munroe làm vệ sĩ, người có năng lực điều khiển thời tiết và nâng cấp năng lực của cô.
Ở miền Đông nước Đức, dị nhân thay đổi hình dạng Raven đang điều tra một hội đánh nhau ngầm và tìm được dị nhân vô địch Angel có cặp cánh bằng lông vũ lớn và dị nhân dịch chuyển tức thì Nightcrawler (Kurt Wagner) đang đánh nhau. Raven cứu Nightcrawler và xin phép Caliban cho họ dịch chuyển tới Mỹ. En Sabah Nur tới chỗ Caliban, một dị nhân có khả năng phát hiện các dị nhân khác và chiêu mộ thêm Psylocke. Cô ta dẫn họ đến chỗ Angel và En Sabah Nur nâng cấp đôi cánh của Angel thành sắt.
Alex Summers phát hiện ra em mình là Scotts bộc lộ khả năng dị nhân của mình, anh ta đưa cậu tới trường học năng khiếu của Charles Xavier với mong muốn được Hank McCoy và Charles Xavier giúp Scotts kiểm soát khả năng của mình. Raven và Kurt cũng tới đây. Sự tỉnh dậy của Nur đã gây ra chấn động trên khắp toàn cầu làm cho Xavier và Alex phải tìm đến nhân viên CIA Moira MacTargget để điều tra về vụ việc.
Ở Ba Lan, Erik đang ở cùng vợ và con gái Nina. Erik đã không may bộc lộ khả năng của mình để cứu một người công nhân. Những người làm việc ở đó đã báo sự việc này với cảnh sát và trong lúc đụng độ đó thì con gái và vợ của Erik vô tình bị bắn chết. Thương tiếc gia đình mình, Erik đã giết hết tất cả viên cảnh sát. En Sabah Nur tìm đến Erik và đưa anh đến trại tập trung Auschwits, nơi anh lần đầu tiên phát huy khả năng của mình. Erik phá hủy khu trại và gia nhập nhóm Tứ Kị Sĩ.
Lợi dụng lúc Xavier sử dụng máy Cerebro để nói chuyện với Erik, En Sabah Nur xâm nhập vào trí não của Xavier, sử dụng sức mạnh của anh để điều khiển các cường quốc phóng hết đầu đạn hạt nhân vào không gian để loài người không thể ngăn chặn hắn. En Sabah Nur ngay sau đó đột nhập vào trường học và bắt Xavier đi. Trong nỗ lực ngăn chặn hắn, Alex đã vô tình gây ra vụ nổ lớn phá tan trường học. Peter Maximoff - người đã nhận ra Erik là bố ruột của mình và định hỏi giáo sư trợ giúp - tới vừa kịp lúc để cứu tất cả mọi người khỏi vụ nổ nhưng Alex thì được coi như đã chết vì là người đúng gần vụ nổ nhất. Thiếu tá William Stryker tới trường học và bắt Raven, Hank, Peter và Moira đi để thẩm vấn. Scotts, Jean và Kurt đi theo đến căn cứ ngầm ở Canada và với sự trợ giúp của Vũ khí X, họ giải cứu thành công 4 người họ. Jean sau đó đã phục hồi một phần ký ức cho Vũ khí X trước khi để anh biến mất trong tuyết.
Sử dụng khả năng điều khiển từ trường Trái Đất, Erik gây ra phá hủy diên rộng và gây thiệt mạng hàng loạt trên toàn thế giới bằng cách kéo kim loại nằm dưới lòng đất và đáy biển lên. En Sabah Nur có kế hoạch để chuyển trí óc của Xavier vào cơ thể mình, từ đó hắn có thể thao túng mọi dị nhân gia nhập vào binh đoàn của mình. Xavier gửi một tín hiệu cầu cứu bí mật tới Jean. Nhóm của Jean cũng từ đó lần theo và tới Cairo. Họ chiến đấu với nhóm Tứ Kị Sĩ và cứu Xavier ra khỏi đó nhưng anh bị mất đi mái tóc trong quá trình đó. Angel chết trong khi chiến đấu. Ororo và Erik được thuyết phục chống lại Apocolypse và giữ chân hắn trong thế giới vật lý, còn Xavier chiến đấu với hắn trong thế giới trí óc. Không thể đấu lại, Xavier nói với Jean rằng hãy bộc lộ tất cả quyền năng của cô. Cuối cùng, hủy diệt hoàn toàn hắn. Trong lúc hỗn loạn, Psylocke tẩu thoát.
Sau trận chiến, Xavier và Moira hàn gắn lại mối quan hệ hai người. Jean và Erik giúp đỡ xây dựng lại trường học. Nhưng anh lại từ chối đề nghị của Xavier dạy dỗ thế hệ X-men mới, và ra đi. Hank và Raven dạy cho nhóm dị nhân trẻ tuổi này chuẩn bị cho những cuộc chiến phía trước.
Trong phần after-credit, một người đàn ông tới cơ sở Vũ khí X của Stryker để lấy dữ liệu nghiên cứu dị nhân. trong đó có một bản X-ray và mẫu máu có mác "Vũ khí X". Rồi người này cho vào một chiếc va-li với dòng chữ "Tập đoàn Essex".

## Diễn viên
- James McAvoy vai Charles Xavier / Giáo sư X:[2]
- Michael Fassbender vai Erik Lehnsherr / Magneto:[3]
- Jennifer Lawrence vai Raven Darkhölme / Mystique:[2]
- Oscar Isaac vai En Sabah Nur / Khải Huyền:[4]
- Nicholas Hoult vai Hank McCoy / Quái vật:[2][5]
- Rose Byrne vai Moira MacTaggert:[6]
- Tye Sheridan vai Scott Summers / Cyclops[7][8]
- Sophie Turner vai Jean Grey / Phương Hoàng[7]
- Olivia Munn vai Elizabeth Braddock / Psylocke:[9]
- Lucas Till vai Alex Summers / Havok
- Alexandra Shipp vai Ororo Munroe / Storm:[7]
- Evan Peters vai Peter Maximoff / Quicksilver:[10]
- Kodi Smit-McPhee vai Kurt Wagner / Nightcrawler[11]
- Ben Hardy vai Warren Worthington III / Angel / Archangel:[12]
- Lana Condor vai Jubilation Lee / Jubilee:[13]
- Josh Helman vai William Stryker:[14] Phim truyện x-men tập 12
- Tómas Lemarquis vai Caliban

## Phần sau
Simon Kinberg nói rằng cảnh after-credit sẽ đặt nền móng cho phim Wolverine 3, sau đó là Gambit và các phim tiếp theo của dòng phim X-Men.
Bryan Singer tiết lộ ông sẽ rút khỏi dòng phim X-Men nhưng sẽ quay trở lại làm thêm một tập nữa. Ông hy vọng được làm một phim X-Men với bối cảnh trong không gian.